# Denis Walerjewitsch Karzew
Denis Walerjewitsch Karzew (russisch Денис Валерьевич Карцев; * 25. April 1976 in Moskau, Russische SFSR) ist ein ehemaliger russischer Eishockeyspieler, der zuletzt bei Krylja Sowetow Moskau in der Wysschaja Hockey-Liga unter Vertrag stand.

## Karriere
Denis Karzew begann seine Karriere als Eishockeyspieler in seiner Heimatstadt beim HK Dynamo Moskau, für dessen Profimannschaft er von 1994 bis 2005 in der Superliga aktiv war. In diesem Zeitraum gewann er mit seiner Mannschaft 1995 die GUS-Meisterschaft, sowie in den Jahren 2000 und 2005 den russischen Meistertitel. In der Saison 1998/99 scheiterte er mit Dynamo im Playoff-Finale am HK Metallurg Magnitogorsk. Von 2005 bis 2007 spielte der Center für Dynamos Ligarivalen HK Lada Toljatti. In der Saison 2007/08 lief er zunächst für den HK MWD Balaschicha und anschließend für Torpedo Nischni Nowgorod auf.
Zur Saison 2008/09 wechselte Karzew zu Chimik Woskressensk aus der neu gegründeten Kontinentalen Hockey-Liga, verließ den finanziell angeschlagenen Verein jedoch kurz vor Saisonende bereits wieder und beendete die Spielzeit bei seinem Ex-Klub HK Lada Toljatti. In der Saison 2009/10 spielte Karzew für den HK Sibir Nowosibirsk. In der folgenden Spielzeit stand er bei drei verschiedenen Mannschaften unter Vertrag. Zunächst begann er die Saison bei Metallurg Schlobin in der belarussischen Extraliga, ehe er in seine russische Heimat zurückkehrte, wo er in der zweitklassigen Wysschaja Hockey-Liga für Molot-Prikamje Perm sowie  Krylja Sowetow Moskau auf dem Eis stand. Ab der Auflösung der Profiabteilung von Krylja Sowetow war er vereinslos und beendete daher seine Karriere. 

## Erfolge und Auszeichnungen
- 1995 GUS-Meister mit dem HK Dynamo Moskau
- 1999 Russischer Vizemeister mit dem HK Dynamo Moskau
- 2000 Russischer Meister mit dem HK Dynamo Moskau
- 2005 Russischer Meister mit dem HK Dynamo Moskau

## Statistik
(Stand: Ende der Saison 2010/11)